# Automatisierte Liegenschaftskarte
Die Automatisierte Liegenschaftskarte (ALK; in Bayern Digitale Flurkarte, kurz DFK) ist der digitale Nachfolger der analogen Liegenschaftskarte/Flurkarte, Liegenschaftskarte/Stadtgrundkarte und Liegenschaftskarte/Schätzungskarte in den Katasterämtern Deutschlands.
Die automatisiert geführte Liegenschaftskarte stellt als bildlicher Teil zusammen mit dem Automatisierten Liegenschaftsbuch (ALB) das Liegenschaftskataster dar.

## Geschichte
Mit dem Fachkonzept Automatisierte Liegenschaftskarte (ALK) stellte die Arbeitsgemeinschaft der Vermessungsverwaltungen der Länder der Bundesrepublik Deutschland (AdV) in den 70er Jahren des zwanzigsten Jahrhunderts ein durchgängiges Konzept zur Automatisierung der Nachweise der Liegenschaftskarte, der Vermessungs- und Grenzpunkte, der Punkte der Grundlagenvermessung und der bei Liegenschaftsvermessungen anfallenden Messungselemente (Winkel, Strecken usw.) auf. Völlig neu an dieser Konzeption war die stark ausgeprägte Sachbezogenheit der Datenmodellierung. Obwohl der Begriff Automatisierte Liegenschaftskarte suggeriert, dass hier Computergrafik modelliert wird, war die grafische Ausprägung der modellierten Daten von vornherein nur als eine Ausgabeform vorgesehen. Stattdessen wurden die Daten als Fachobjekte entsprechend der Realwelt modelliert. Mit diesem Ansatz stellte das Konzept sehr hohe Anforderungen an die damals verfügbare Hard- und Software. 
Die Realisierung erfolgte im Wesentlichen originär durch Eigenprogrammierung der Vermessungsverwaltungen der beteiligten Bundesländer (hier vor allem durch Niedersachsen und Nordrhein-Westfalen, mit weiterer Beteiligung von Baden-Württemberg, Hessen und Rheinland-Pfalz). Teilaufgaben wurden auch an namhafte Softwarefirmen vergeben (z. B. ADV/Orga, MBB, IABG). Schwerpunkte der Arbeiten waren der ALK-Datenbankteil (realisiert durch Niedersachsen) und der ALK-GIAP (= grafisch interaktiver Arbeitsplatz, realisiert durch Nordrhein-Westfalen). Erst später wurden entsprechende Softwaresysteme auch von kommerziellen Firmen angeboten. Die Freigabe des ALK-Datenbankteils zur Praxisanwendung erfolgte erst 1986 und zunächst auch nur für den Teilbereich Punktdatei. Auf eine Realisierung der Datei der Messungselemente wurde verzichtet, weil eine Nutzen-Kosten-Untersuchung zeigte, dass diese wegen des hohen Erfassungsaufwandes nicht wirtschaftlich eingesetzt werden könnte.

## Datenstruktur

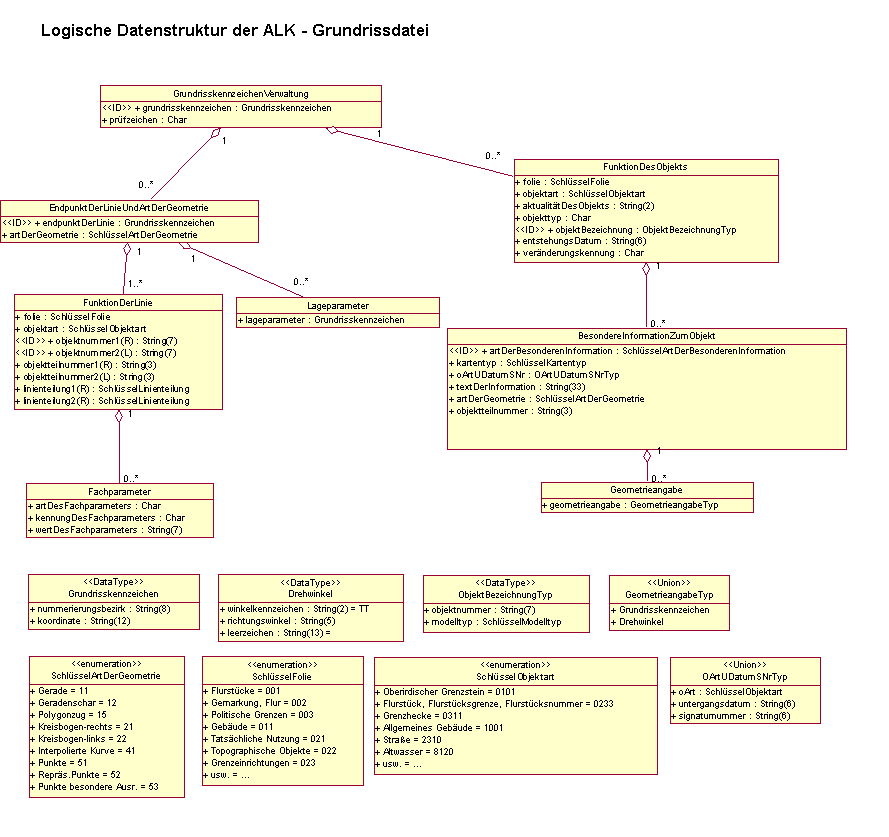
Logische Datenstruktur der ALK-Grundrissdatei

Die Datenstruktur der Automatisierten Liegenschaftskarte wird durch die Logische Datenstruktur der Teildateien des ALK-Datenbankteils definiert. Alle Teildateien (Punktdatei, Grundrissdatei, Attributdatei, Datei der Messungselemente, Auftragsbuch usw.) verfügen über eine hierarchische Datenstruktur. Als Beispiel hierfür ist hier exemplarisch die Logische Datenstruktur der Grundrissdatei angegeben. Die Datenstruktur wurde dabei aus der Originaldokumentation in die Datenbeschreibungssprache UML überführt.

## Datenaustausch
Für den Datenaustausch wurde eine standardisierte Schnittstelle, die so genannte EDBS (einheitliche Datenbankschnittstelle) entwickelt. Bei der Ausgabe in EDBS wird die Datenstruktur der auszugebenden Teildatei in linearisierter Form in eine sequentielle Textdatei geschrieben. Die Automatisierte Liegenschaftskarte sollte bis 2010 zusammen mit dem ALB als Bestandteil im Automatisierten Liegenschaftskatasterinformationssystem (ALKIS) abgelöst werden. Seit Dezember 2015 ist ALKIS in allen 16 Bundesländern eingeführt.

## Österreich
In Österreich wird die Bezeichnung Digitale Katastralmappe verwendet. Sie liegt flächendeckend in ganz Österreich vor.

## Polen
Die Liegenschaftskarte ist erst zu einem Teil in automatisierter Form verfügbar. Es bestehen Unterschiede zu Liegenschaftsbuch und Grundbuch. Im Grundbuch waren bis 2006 lediglich 75 Prozent der Flächen registriert.